# سیارک ۲۲۳۴۸
سیارک ۲۲۳۴۸ (به انگلیسی: 22348 Schmeidler، نامگذاری:1992SA17) بیست و دو هزار و سیصد و چهل و هشتمین سیارک کشف شده‌است که در ۲۴ سپتامبر ۱۹۹۲ کشف شد.
قدر مطلق سیارک برابر ۱۰.۷ است.